# Ejido (Trolebús de Quito)
Ejido es la vigésimo séptima parada del Corredor Trolebús, en el centro de la ciudad de Quito. Se encuentra ubicada sobre la avenida 10 de Agosto, intersección con Bogotá, sobre el extremo occidental del parque El Ejido en la parroquia de San Juan. Fue construida durante la administración del alcalde Jamil Mahuad Witt, quien la inauguró el 19 de marzo de 1996, dentro del marco de la segunda etapa operativa del sistema, que venía funcionando desde diciembre de 1995 únicamente hasta la parada Teatro Sucre.
Toma su nombre del parque homónimo, uno de los más importantes de la ciudad y sobre el cual se asienta la plataforma de sentido sur-norte. La parada sirve al sector circundante, en donde se levantan docenas de locales comerciales con un gran movimiento clientelar, agencias bancarias, cadenas de comida rápida, edificios de apartamentos y oficinas, entidades públicas como la matriz del Instituto Ecuatoriano de Seguridad Social, la Dirección General de Aviación Civil y el Colegio Experimental Simón Bolívar, uno de los más prestigiosos de la capital ecuatoriana. Desde este punto, y cruzando el parque hacia el oriente se puede acceder a los museos de la Casa de la Cultura Ecuatoriana, así como a la parada homónima del Corredor Ecovía. A futuro también se podrá acceder a la parada El Ejido del Metro de Quito.
A esta paradas se le podría considerar como la más importante del Trolebús después de las estaciones puesto a que funciona como integración a la terminal terrestre norte de la capital y de conectar el populoso barrio de Guamaní, al sur de la ciudad,  además de contar con su Circuito C5 que se dirige hacia Carcelén por todas las paradas hacia el norte y el Circuito de la Ecovía E8 que se conecta con el Trolebús hacia Guamaní, al sur de la ciudad. Es la parada integradora de la ruta expresa del sistema que avanza desde la Terminal El Labrador hacia Quitumbe únicamente deteniendose en esta parada
El icono antiguo representaba a un árbol y una banca de madera, el cual se observan árboles de cientos de años, por lo que junto con la Alameda, son uno de los parques más antiguos y son considerados como los pulmones de Quito. En octubre de 2022 el icono se actualizó para representar la Puerta de La Circasiana  y dos árboles.